# Ковалевский, Александр Владиславович
Алекса́ндр Владисла́вович Ковале́вский (1896—1985) — участник Белого движения на Юге России, ротмистр.

## Биография
Из потомственных дворян Псковской губернии. Сын помощника директора Центрального статистического комитета, действительного статского советника Владислава Викентьевича Ковалевского (1862—1932) и жены его Александры Фёдоровны Фальтинг.
С началом Первой мировой войны поступил в Николаевское кавалерийское училище, по окончании ускоренного курса которого 1 октября 1915 года был выпущен прапорщиком в 17-й гусарский Черниговский полк. Произведен в корнеты 9 августа 1916 года, в поручики — 30 июля 1917 года.
В Гражданскую войну участвовал в Белом движении на Юге России. К 1 апреля 1919 года — в Черниговском дивизионе в 1-м конном полку ВСЮР, в Русской армии — в эскадроне своего полка в 3-м кавалерийском полку. Награждён орденом Св. Николая Чудотворца
За то, что в бою у Казачьи Лагери 20 июля 1920 года, он, командуя Сводно-Гусарским эскадроном, заметив выезд батареи красных на открытую позицию, стремительно атаковал ее, прорвал центр боевого порядка противника и обратил его в бегство, захватив 2 орудия, 4 пулемета и пленных; преследуя, занял дер. Казачьи Лагери и сбросил противника в Днепр, при этом сам был тяжело ранен.
Галлиполиец, ротмистр. В эмиграции во Франции. В 1926 году был делегатом Зарубежного съезда от Пражской группы русской эмиграции в Чехословакии. Умер в 1985 году в Париже. Был женат на Елене Владимировне Скобельциной (1896—1964), их дочь Татьяна Александровна Иванжина (1923—1983).